# Белоока потапница
Белооката потапница (Aythya nyroca) е сравнително дребен представител на семейство Патицови (Anatidae), разред Гъскоподобни (Anseriformes). Тежи между 400 и 700 гр, дължина на тялото 40-46 cm, размах на крилете около 65 cm. Плува и се гмурка добре. Известна е още и като белоочка и биволе.

## Разпространение
Разпространена в Европа и Азия, среща се и в България. Прелетна птица, зимува в северна Африка и южните части на Азия. Обитава сладководни езера, блата или бавно течащи реки, гъсто обрасли с водна растителност.

## Начин на живот и хранене
Храни се с растителна и животинска храна: дребни мекотели, личинки на насекоми, ракообразни.

## Размножаване
Гнездото си построява винаги в непосредствена близост до водата, често на малки островчета или купчини стара тръстика. Снася от 6 до 14 жълто-зеленикави яйца. Мъти 25-28 дни женската. Малките се излюпват достатъчно развити, за да могат да се придвижват и хранят самостоятелно. Отглежда едно люпило годишно.

## Допълнителни сведения
На територията на България е защитен вид, включен в Червената книга.